# Zabezpieczenia przepięciowe

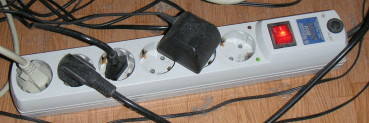
Listwa przeciwprzepięciowa z podłączonymi urządzeniami

Listwa przeciwprzepięciowa – zestaw zazwyczaj kilku gniazdek elektrycznych umieszczonych wspólnie z łącznikiem instalacyjnym oraz z bezpiecznikiem topikowym i ochronnikiem przepięciowym w postaci warystora w jednej obudowie w kształcie podłużnej listwy. 
Urządzenie to stosowane w celu zabezpieczenia aparatury elektronicznej (np. komputera, sprzętu RTV) przed szkodliwymi skutkami przepięć sieci zasilającej.
Listwa przeciwprzepięciowa w pełni zabezpiecza urządzenia tylko wtedy, gdy w instalacji zastosowane są wcześniejsze stopnie ochrony przeciwprzepięciowej (A, B, C). Listwa jest ostatnim stopniem ochrony (D) i likwiduje tylko niewielkie przepięcia.